# Gyeongsangnam-do
Gyeongsangnam-do (Gyeongsang del Sud) és una província del sud-est de Corea del Sud. La seva capital és Changwon.

## Història
Fins al 1895, la zona corresponent a Gyeongsangnam-do era part de la província de Gyeongsang, una de les vuit de Corea durant la Dinastia Joseon. El 1895, la part sud de Gyeongsang va esdevenir dos districtes: a l'oest, Jinju, i a l'est, Dongnae (actualment, Busan), el 1896, els dos districtes es van fusionar per formar Gyeongsangnam-do.
Antigament, la capital de província era Jinju, però aquesta es va traslladar el 1925 a Busan, fins al 1963, en què la ciutat es va separar de la província per esdevenir una de les ciutats especials de Corea del Sud, des del 1995, Busan és una Ciutat Metropolitana. El 1997, una altra ciutat es va separar de Gyeongsangnam-do, Ulsan.
Des del 1983, la capital de la província és Changwon.

## Geografia
La província forma part de la regió de Yeongnam. Limita per l'est amb el mar del Japó, pel nord amb la província de Gyeongsangbuk-do, per l'oest amb les províncies de Jeollabuk-do i Jeollanam-do, i pel sud amb l'estret de Corea.
La major part de la província pertany a la conca del riu Nakdong.

## Recursos
El delta del Nakdong, que envolta la ciutat de Gimhae, és una de les regions agrícoles més productives de Corea del Sud. Alguns dels productes agrícoles més importants de Gyeongsangnam-do són l'arròs, les mongetes, les patates i l'ordi. Aquesta regió és famosa pel seu cotó, sèsam i per les seves fruites, que creixen a la part sud del litoral.
També són importants la pesca i els productes marítims.

## Principals ciutats
Les majors ciutats d'aquesta regió són Busan i Ulsan, però com constitueixen entitats administratives diferents (ciutats metropolitanes o Gwangyeoksi), no formen part del nivell provincial. A més de Changwon, la capital, altres ciutats importants són Gimhae, Jinhae, Masan i Jinju.

## Turisme
A la província de Gyeongsangnam-do es troba un dels tres principals temples budistes de Corea, el Temple de Haeinsa, que data de l'any 802. Està situat al parc nacional al voltant de Jirisan (1.915 m), a la frontera amb Jeollabuk-do.
En el temple es troba la Tripitaka Coreana o Palma Daejanggyeong, col·lecció de 80.000 tauletes de fusta del segle xiii, amb escrits budistes. El temple forma part del Patrimoni de la Humanitat de la UNESCO des del 1995.

## Divisió administrativa
Gyeongsangnam-do es divideix en 10 ciutats (Si o Shi) i en 10 comtats (Gun). A continuació, s'enumeren els noms en alfabet llatí, hangul i hanja.

### Ciutats
- Changwon (창원시; 昌 原 市;-la capital de la província).
- Geoje (거제시; 巨 济 市).
- Gimhae (김해시; 金 海市).
- Jinju (진주시; 晋 州市).
- Miryang (밀양시; 密 阳 市).
- Sacheon (사천시; 泗 川 市).
- Tongyeong (통영시; 统 营 市).
- Yangsan (양산시; 梁山 市).